# Abogado general

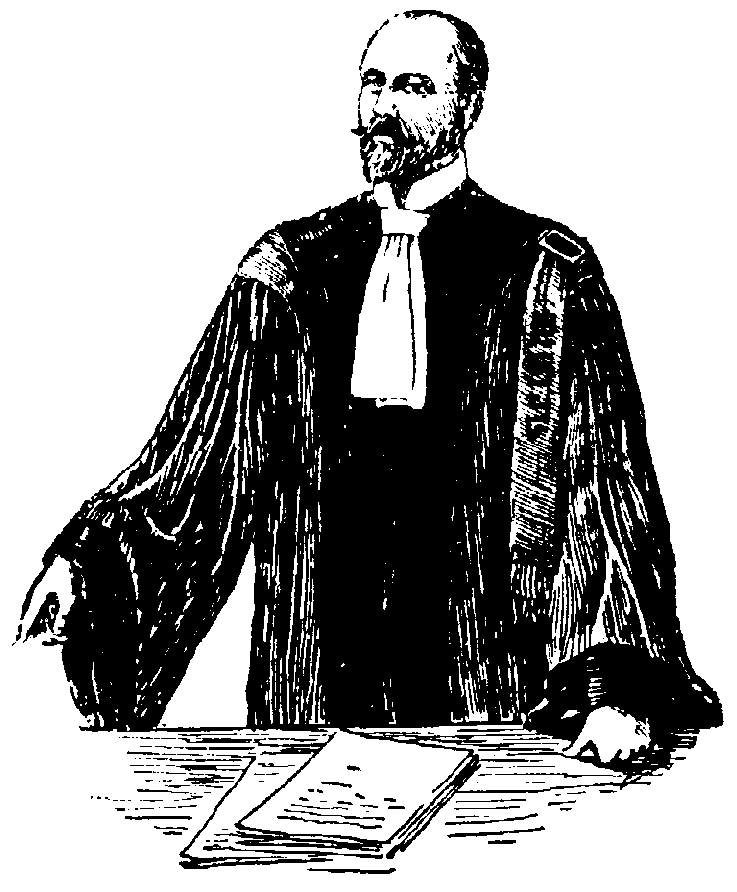
Caracterización del Abogado General en Francia.

El abogado general es un agente público responsable de la estrategia del Poder Público en casos judiciales en los cuales sea parte el Estado. Para ese fin, existe un equipo de abogados públicos, bajo mando del abogado general. Las atribuciones precisas del abogado general varían en cada jurisdicción.

## Unión Europea (UE)
El Tribunal de Justicia de la Unión Europea (TJUE) está formado por un juez de cada estado miembro, asistido por once abogados generales cuya función es considerar las presentaciones escritas y orales al tribunal en cada caso que plantee una nueva cuestión de derecho, y emitir una opinión imparcial al tribunal sobre la solución legal. Aunque los abogados generales son miembros de pleno derecho del tribunal, no participan en las deliberaciones del tribunal y la opinión del abogado general no es vinculante para el tribunal. Aunque el tribunal llega a la misma solución que el abogado general la mayoría de las veces, normalmente no se puede afirmar que la opinión del abogado general haya sido 'seguida' en un caso dado, porque el tribunal puede haber llegado a la misma conclusión a través de un razonamiento jurídico diferente. El papel de abogado general está creado por el artículo 19, apartado 2, del Tratado de la Unión Europea y los artículos 253 y 254 del Tratado de Funcionamiento de la Unión Europea.

## Brasil
En Brasil, el abogado general de la Unión actúa en los casos que envuelven la Unión ante el Supremo Tribunal Federal. Los estados también tienen, cada uno, sus abogacías.
Creada en 1993, la Abogacía General de Brasil (AGU) celebró en 2023 su 30 aniversario. En ese momento Jorge Messias era el titular.

## Estados Unidos
El cargo de abogado general de la Unión, en los Estados Unidos, corresponde aproximadamente al cargo de fiscal general de los Estados Unidos, así como al procurador general de los Estados Unidos. Cada uno de los 50 estados de Estados Unidos poseen abogacías estatales.